# حوادث (هفته‌نامه)
حوادث هفته‌نامه‌ای ایرانی بود.
حوادث هفته‌نامه‌ای بود که تنها به نشر مطالبی که در سایر نشریات تحت عنوان صفحه حوادث شناخته می‌شد می‌پرداخت. این هفته‌نامه به موضوعاتی نظیر قتل، تصادف، درگیری‌های شخصی و بلایای طبیعی که در ایران رخ میداد می‌پرداخت. این نشریه بخش‌های غیر خبری ای نظیر داستان‌های حوادثی و مشاوره حقوقی نیز داشت.
در هفته‌نامه حوادث گروهی از روزنامه‌نگاران برجسته ایرانی فعالیت داشتند: مرتضی کریمیان (سردبیر)، علی‌اصغر رمضان‌پور (دبیر اجرائی)، بهروز گران‌پایه (دبیر هیئت مشاوران)، فریدون صدیقی، دکتر یونس شکرخواه، مسعود شهامی‌پور،‌ اردلان عطارپور، کامبیز نوروزی، محسن گودرزی، ابراهیم نبوی، علی مشرف بهزاد، محمود مختاریان، مرتضی شادمانی.
هفته‌نامه حوادث گروهی از جوانان را برای کادر خبری خود برگزید که هرکدام بعدها از فعالان حوزه روزنامه نگاری اجتماعی در مطبوعات ایران شدند: مسعود ابراهیمی، عذرا فراهانی، داود صفائی، نگین بدیع.
گروهی از نویسندگان از جمله راضیه تجار، حمید رضا گودرزی بازپرس ویژه قتل، حمید موفق افسر روابط عمومی شهربانی و نبی یعقوبی نیز با حوادث همکاری مستمر داشتند.
حوادث کوشیده بود تا علاوه بر آموزش عکاسی به گروه خبرنگاران خود، از گروهی عکاس حرفه‌ای تمام وقت یا پاره وقت نیز استفاده کند: محمود کاظمی (دبیر عکاسی)، ارد عطار پور، اصغر آزاددل، سیف‌الله صمدیان، علی رهبر و محمدمهدی پاشا
اولین شماره حوادث در اسفند ۱۳۷۰ و آخرین شماره آن در خرداد ۱۳۷۳ منتشر شد و تیراژ آن طی ۱۰۹ شماره با ۳۵۰ هزار نسخه در هفته رسید.
این نشریه پس از چندین سال فعالیت به اتهام تشویش اذهان عمومی تعطیل گشت.